# Сінді Вотсон
Сінді Вотсон (англ. Cindy Watson; нар. 24 березня 1978) — колишня австралійська тенісистка.
Найвищу одиночну позицію світового рейтингу — 131 місце досягла 28 жовтня 2002, парну — 108 місце — 8 серпня 2005 року.
Здобула 7 одиночних та 6 парних титулів.
Найвищим досягненням на турнірах Великого шолома було 3 коло в одиночному розряді.
Завершила кар'єру 2007 року.

## Фінали ITF

### Одиночний розряд: 15 (7–8)
| турніри $50,000 |
| турніри $25,000 |
| турніри $10,000 |

| Результат | Ранг | Дата              | Турнір                        | Покриття | Суперниця         | Рахунок       |
| --------- | ---- | ----------------- | ----------------------------- | -------- | ----------------- | ------------- |
| Поразка   | 1.   | 19 липня 1996     | ITF Ілклі, Велика Британія    | Трава    | Суріна Де Беер    | 4–6, 6–7(5)   |
| Поразка   | 2.   | 11 серпня 1996    | ITF Саутсі, Велика Британія   | Трава    | Лусі Ал           | 3–6, 3–6      |
| Перемога  | 1.   | 11 травня 1997    | ITF Меріборо, Австралія       | Тверде   | Рені Рід          | 6–4, 6–2      |
| Перемога  | 2.   | 7 червня 1998     | ITF Літл-Рок, США             | Тверде   | Choi Ju-yeon      | 5–7, 6–4, 6–3 |
| Поразка   | 3.   | 5 липня 1998      | ITF Едмонд, США               | Тверде   | Крістіна Попеску  | 6–3, 4–6, 2–6 |
| Поразка   | 4.   | 18 жовтня 1998    | ITF Куралбін, Австралія       | Тверде   | Ліза Макші        | 4–6, 7–5, 6–7 |
| Перемога  | 3.   | 15 листопада 1998 | ITF Бендіго, Австралія        | Тверде   | Кетрін Берклей    | 3–6, 6–0, 7–5 |
| Перемога  | 4.   | 19 травня 2001    | ITF Ла-Каньяда-Флінтридж, США | Тверде   | Каміль Пен        | 6–1, 6–3      |
| Поразка   | 5.   | 29 жовтня 2001    | ITF Маккай, Австралія         | Тверде   | Крістіна Вілер    | 3–6, 2–6      |
| Перемога  | 5.   | 2 грудня 2001     | ITF Маунт-Гамбір, Австралія   | Тверде   | Тетяна Перебийніс | 6–3, 6–4      |
| Поразка   | 6.   | 3 березня 2002    | ITF Бендіго, Австралія        | Тверде   | Йосіда Юка        | 1–6, 6–7      |
| Перемога  | 6.   | 8 лютого 2004     | ITF Веллінгтон, Нова Зеландія | Тверде   | Лорен Бредмор     | 6–4, 6–1      |
| Поразка   | 7.   | 9 березня 2004    | ITF Беналла, Австралія        | Трава    | Еден Марама       | 3–6, 6–4, 4–6 |
| Перемога  | 7.   | 18 травня 2004    | ITF Ель-Пасо, США             | Тверде   | Анджела Гейнс     | 6–3, 7–6(3)   |
| Поразка   | 8.   | 13 листопада 2005 | ITF Порт-Пірі, Австралія      | Тверде   | Кейсі Деллаква    | 3–6, 5–7      |

### Парний розряд: 14 (6–8)
| Результат | Ранг | Дата            | Турнір                         | Покриття | Партнерка        | Суперниці                             | Рахунок          |
| --------- | ---- | --------------- | ------------------------------ | -------- | ---------------- | ------------------------------------- | ---------------- |
| Поразка   | 1.   | 28 липня 1996   | ITF Дублін, Ірландія           | Трава    | Кайлі Моулдс     | Емі Дженсен Сара Стенлі               | 4–6, 4–6         |
| Перемога  | 1.   | 28 липня 1997   | ITF Ілклі, Велика Британія     | Трава    | Труді Мусгрейв   | Гейл Біггс Юлія Лютрова               | 6–1, 6–1         |
| Поразка   | 2.   | 22 лютого 1999  | ITF Бендіго, Австралія         | Тверде   | Труді Мусгрейв   | Керрі-Енн Г'юз Ліза Макші             | 4–6, 1–6         |
| Перемога  | 2.   | 2 квітня 2000   | Корова, Австралія              | Трава    | Крістіна Вілер   | Наталі Грандін Ніколь Ренкен          | 6–3, 7–6(11)     |
| Поразка   | 3.   | 3 липня 2000    | Едмонд (Оклахома), США         | Тверде   | Джакелін Трейл   | Чан Кйон Мі Ху Чін-Бі                 | 4–6, 4–6         |
| Перемога  | 3.   | 31 липня 2000   | Гаррісонсбург (Вірджинія), США | Ґрунт    | Фудзівара Ріка   | Лорен Калварія Габріела Ластра        | 6–4, 5–7, 7–5    |
| Поразка   | 4.   | 2 грудня 2001   | Маунт-Гамбір, Австралія        | Тверде   | Аманда Грем      | Еві Домінікович Саманта Стосур        | 4–6, 4–6         |
| Поразка   | 5.   | 25 лютого 2002  | Бендіго, Австралія             | Тверде   | Труді Мусгрейв   | Сара Стоун Саманта Стосур             | 4–6, 3–6         |
| Перемога  | 4.   | 2 березня 2003  | Бендіго, Австралія             | Тверде   | Мірейлл Діттманн | Ніколь Сьюелл Андреа ван ден Гурк     | 7–6(2), 3–6, 6–4 |
| Перемога  | 5.   | 21 березня 2004 | Ярравонґа, Австралія           | Трава    | Беті Секуловскі  | Емілі Г'юсон Ніколь Кріз              | 6–3, 4–6, 6–4    |
| Поразка   | 6.   | 24 вересня 2004 | Канберра, Австралія            | Ґрунт    | Мірейлл Діттманн | Даніелла Джефлі Еві Домінікович       | 3–6, 1–6         |
| Поразка   | 7.   | 26 лютого 2005  | Бендіго, Австралія             | Тверде   | Беті Секуловскі  | Кейсі Деллаква Труді Мусгрейв         | 4–6, 6–7         |
| Перемога  | 6.   | 1 травня 2005   | ITF Лафаєтт, США               | Ґрунт    | Беті Секуловскі  | Марія Фернанда Алвеш Марі-Ев Пеллетьє | 4–6, 6–4, 6–3    |
| Поразка   | 8.   | 26 лютого 2006  | ITF Госфорд, Австралія         | Тверде   | Беті Секуловскі  | Латіша Чжань Чжуан Цзяжун             | 2–6, 3–6         |